# Skały ultramaficzne
Skały ultramaficzne – skały magmowe odznaczające się bardzo ciemną lub niemal czarną barwą spowodowaną zawartością minerałów ciemnych w granicach 90 do 100%. Reprezentowane są przez skały głębinowe (perydotyty i piroksenity) → ultramafity, oraz znacznie rzadziej wylewne → ultramafityty. Skały ultramaficzne reprezentowane są przez skały ultrazasadowe. Dodatek plagioklazów do tych skał powoduje wydzielenie grupy gabroidów.

## Klasyfikacja

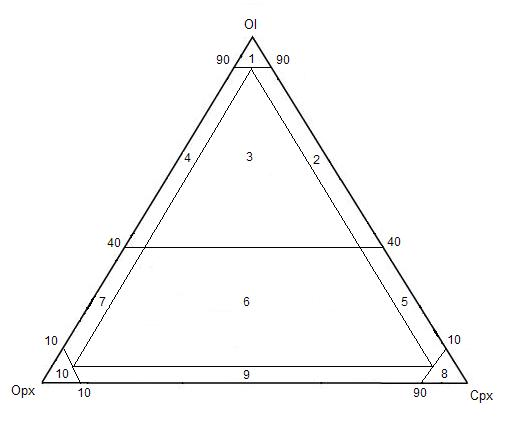
Trójkąt do klasyfikacji skał ultramaficznych

Skały ultramaficzne podzielone zostały na dwie grupy: Perydotyty zbudowane głównie z oliwinów (od 40 do 100%); piroksenity zbudowane z orto i klino piroksenów do 40%.
Perydotyty
- - 1 – dunit
  - 2 – wehrlit
  - 3 – lherzolit
  - 4 – harzburgit

Piroksenity
- - 5 – oliwinowy klinopiroksenit
  - 6 – oliwinowy websteryt
  - 7 – oliwinowy ortopiroksenit
  - 8 – klinopiroksenit (diopsydyt, diallagit)
  - 9 – websteryt
  - 10 – ortopiroksenit (enstatyt, bronzytyt, hiperstenit)